# Don't Stop Dancing
Don't Stop Dancing är en låt av Creed, inkluderad på deras tredje album Weathered, från 2001. Låten inkluderar Scott Stapps syster Aimee Stapp som bakgrundsvokalist.